# 615
Cette page concerne l'année 615  du calendrier julien. Pour l'année 615 av. J.-C., voir 615 av. J.-C.
L'année 615 est une année commune qui commence un mercredi.

## Événements
- 29 juillet : début du règne de Pacal le Grand, roi maya de Palenque (fin en 683)[1].
- Septembre : les Hachémites, clan de Mahomet, sont soumis à un blocus commercial (616-618)[2].
- 19 octobre : début du pontificat de Dieudonné Ier ou Adéodat Ier (fin en 618)[3].

- Les Perses atteignent Chalcédoine et menacent Constantinople[4].
- Dévastations des Sklavènes en mer Égée[5].
- Le roi Wisigoth Sisebut reprend Malaga et le sud de l’Espagne à Byzance[6].
- En Chine, l'empereur Sui Yangdi est assiégé pendant un mois par les Turcs à Yenmin au cours d’une tournée d’inspection le long de la grande muraille. Il est secouru par le jeune général de 20 ans Li Shimin, futur empereur Tang[7].
- Exode des Arabes musulmans en Abyssinie. Othman, gendre de Mahomet, se réfugie en Éthiopie, et Mahomet, en conflit avec sa tribu, aurait demandé au roi d’Aksoum Ella-Tsaham de lui envoyer une armée pour lui prêter main-forte[8].
- Pépin de Landen devient maire du palais d'Austrasie  (fin en 640)[9].
- Frappe d’une pièce d’argent, le miliarision ou l’hexagramme dans l'Empire byzantin[4].

## Décès en 615
- 25 mai : Boniface IV, pape.

- 21 novembre : Colomban de Luxeuil.